# Weinberghaus

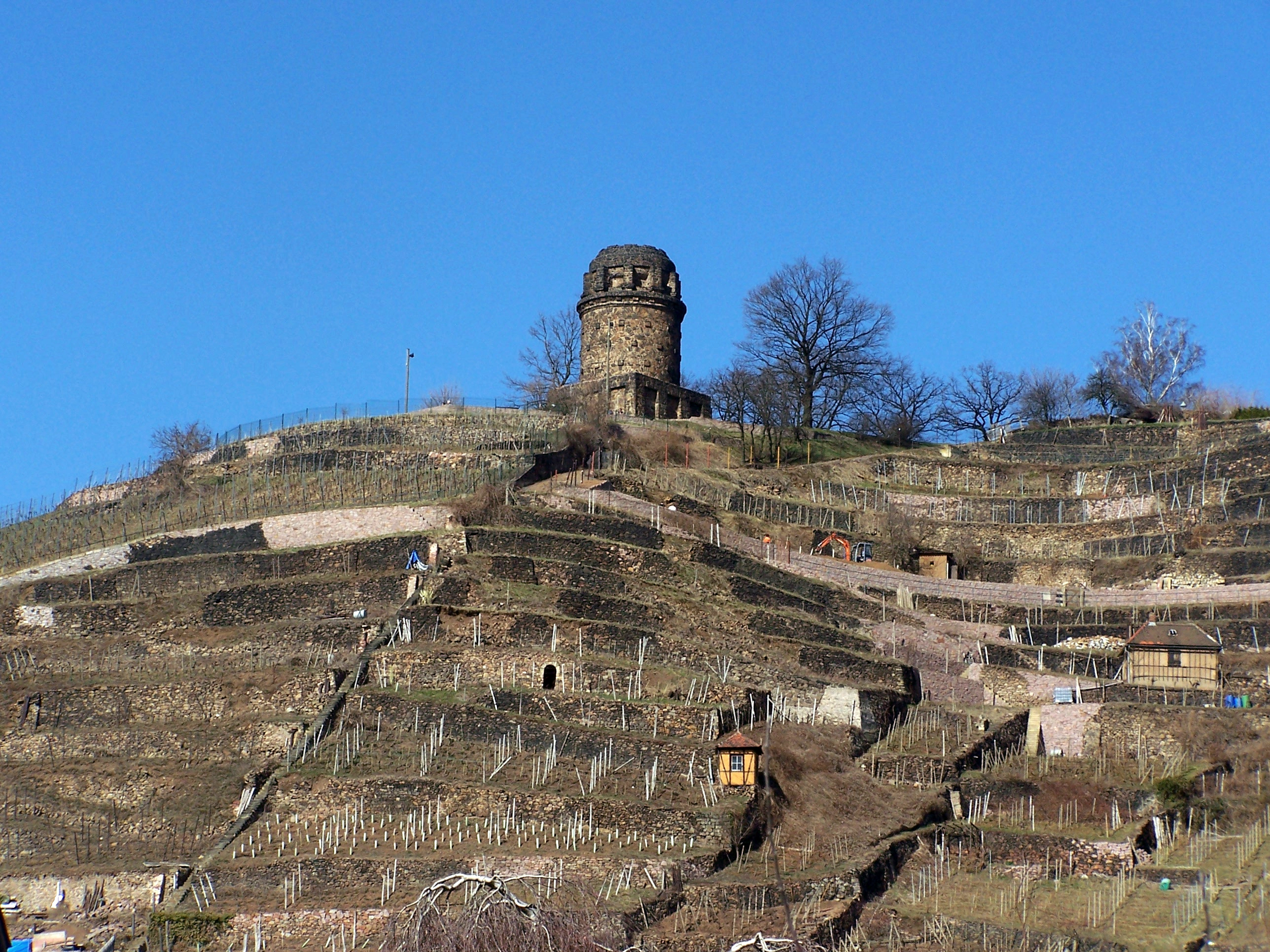
Sanierung der Steillage unterhalb des Bismarckturms, rechts unten zwei Weinberghäuschen

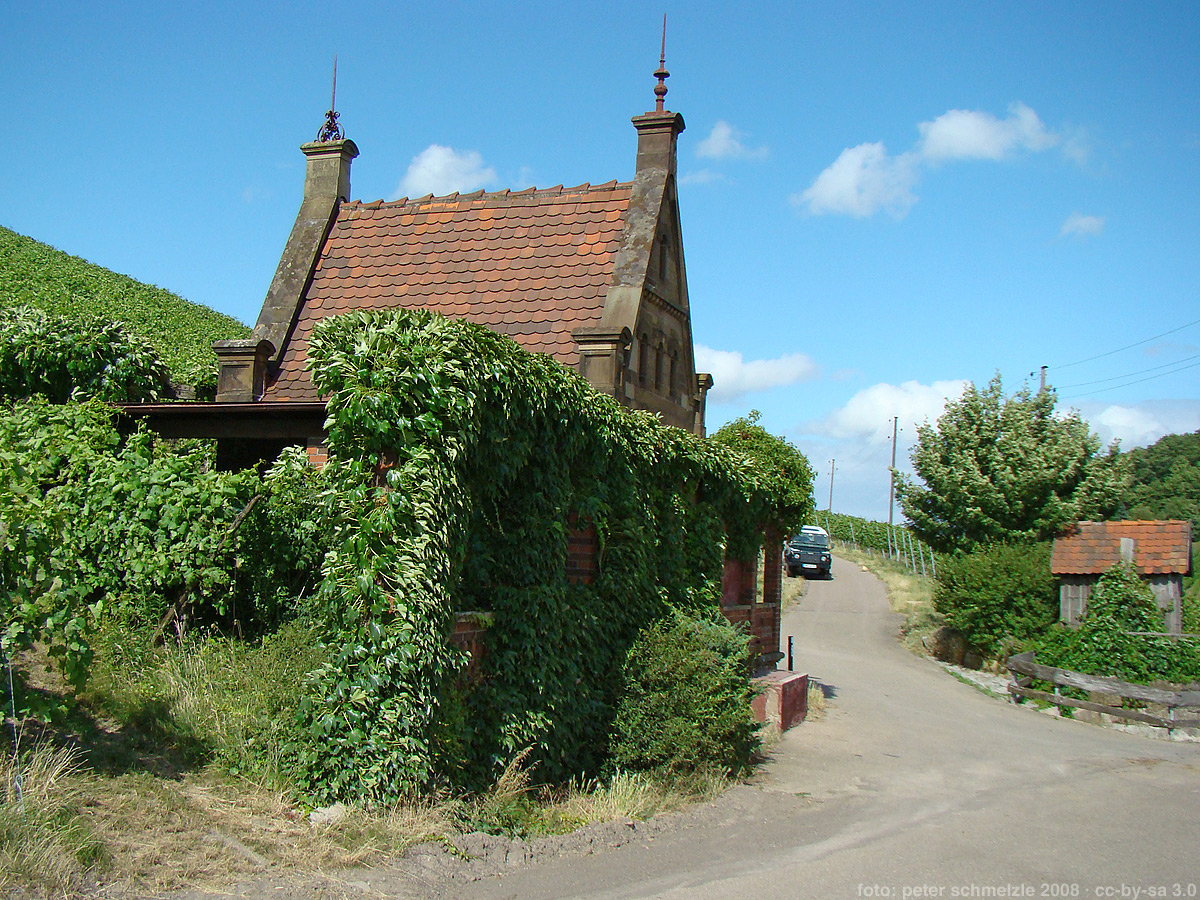
Weinberghaus am Wartberg in Heilbronn

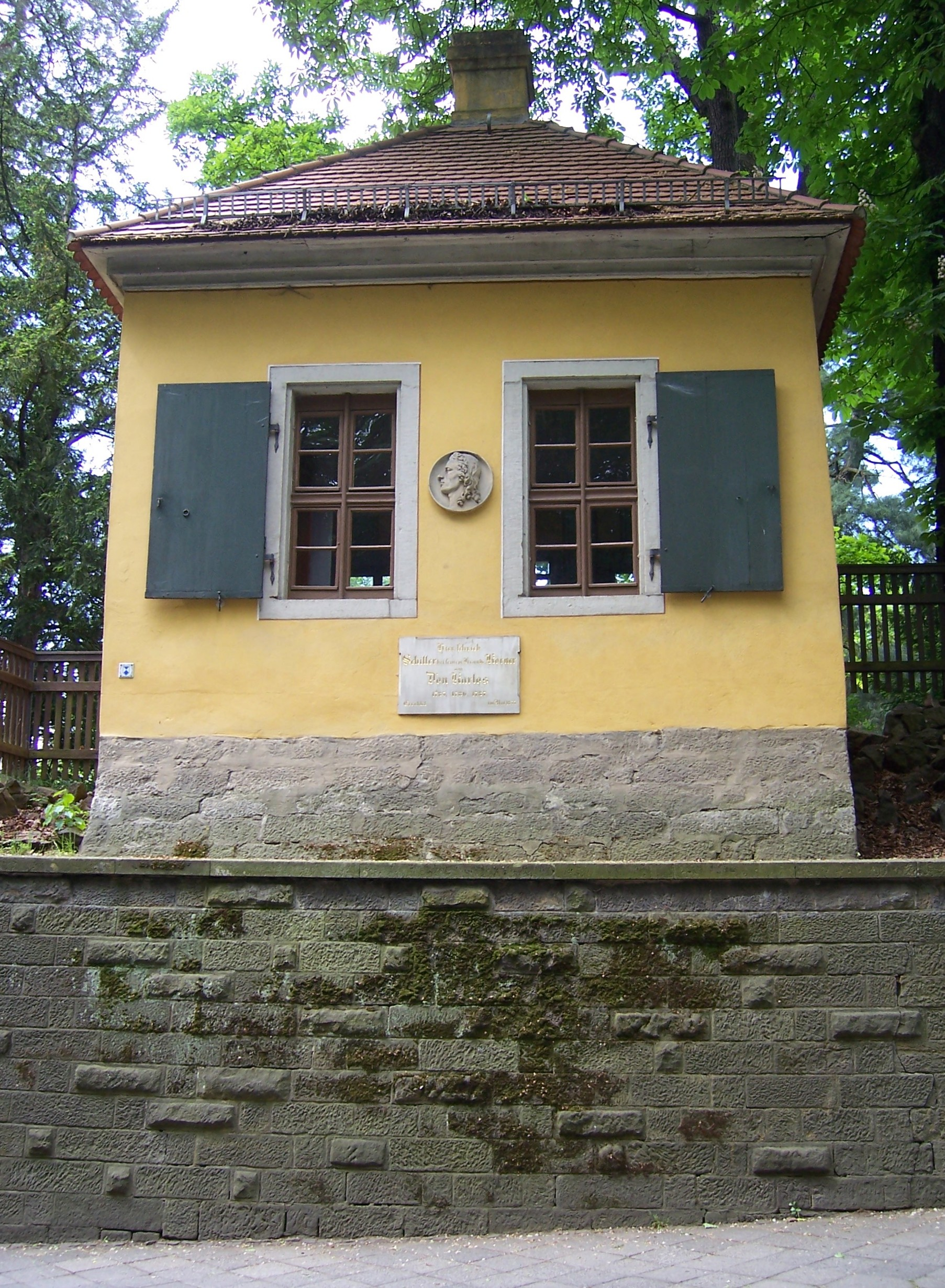
Das Schillerhäuschen in Loschwitz ist eines der berühmtesten Weinberghäuschen im Weinbaugebiet Sachsen.

Ein Weinberghaus oder Weinberghäuschen bezeichnete bis zu Beginn des 20. Jahrhunderts im Weinbau ein kleines Gebäude in einem Weinberg.
Im Gegensatz zum Winzerhaus diente es nicht Wohnzwecken, der Unterbringung der Weinpresse oder der Lagerung der Weinfässer, sondern der Aufbewahrung von Handwerkszeug zur Bewirtschaftung des Weinberges. Es diente auch der Rebenwacht und bot Schutz bei Unwettern. Daher wird es oft auch als Wächterhäuschen bezeichnet. Häufig bestand es aus einem Keller bzw. Untergeschoss und einem Obergeschoss mit einer Stube. Hier hielt der Besitzer oft Weingesellschaften ab.
Die größte Zahl an Weinberghäusern wurde im 18. Jahrhundert gebaut. Besonders im 18. und 19. Jahrhundert entstanden neben rein funktionalen Bauten auch Repräsentations- und Wohngebäude, die über den wirtschaftlichen Interessen standen und deshalb auch Lusthaus oder Belvedere genannt wurden.
Die Grenze zwischen den nützlichen und den repräsentativen Bauten ist jedoch fließend, da auch die eher dekorativen Gebäude meist ebenfalls Funktionsräume enthielten, umgekehrt wurden auch einfache Gebäude oft mit Schmuckelementen ausgestattet oder an besonders wirkungsvollen Stellen in der Landschaft platziert.
Der Bau von Weinberghäusern kam nach 1910 aufgrund der Reblaus zum Erliegen.
Im Anbaugebiet Franken bilden die Weinberghäuser das sinnfälligste Anzeichen für einen nicht flurbereinigten Weinberg. Im Zuge der Flurbereinigung in Bayern, die durch die Erbpraxis der Realteilung nötig geworden war, verschwanden die meisten Weinberghäuser von den Hängen Frankens. Verzichtete eine Gemeinde auf die  Bereinigung, konnten sich die Häuschen erhalten. Siehe auch: Geschichte des Weinbaus in Franken

## Weinberghäuser in den deutschen Weinbaugebieten (Beispiele)

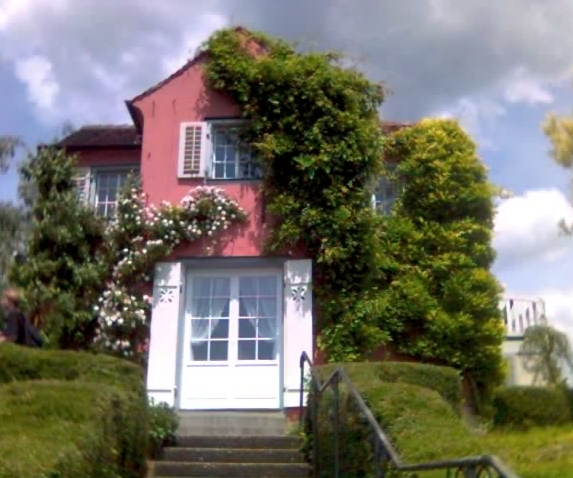
Das Fürstenhäusle in Meersburg in Weinbaugebiet Baden
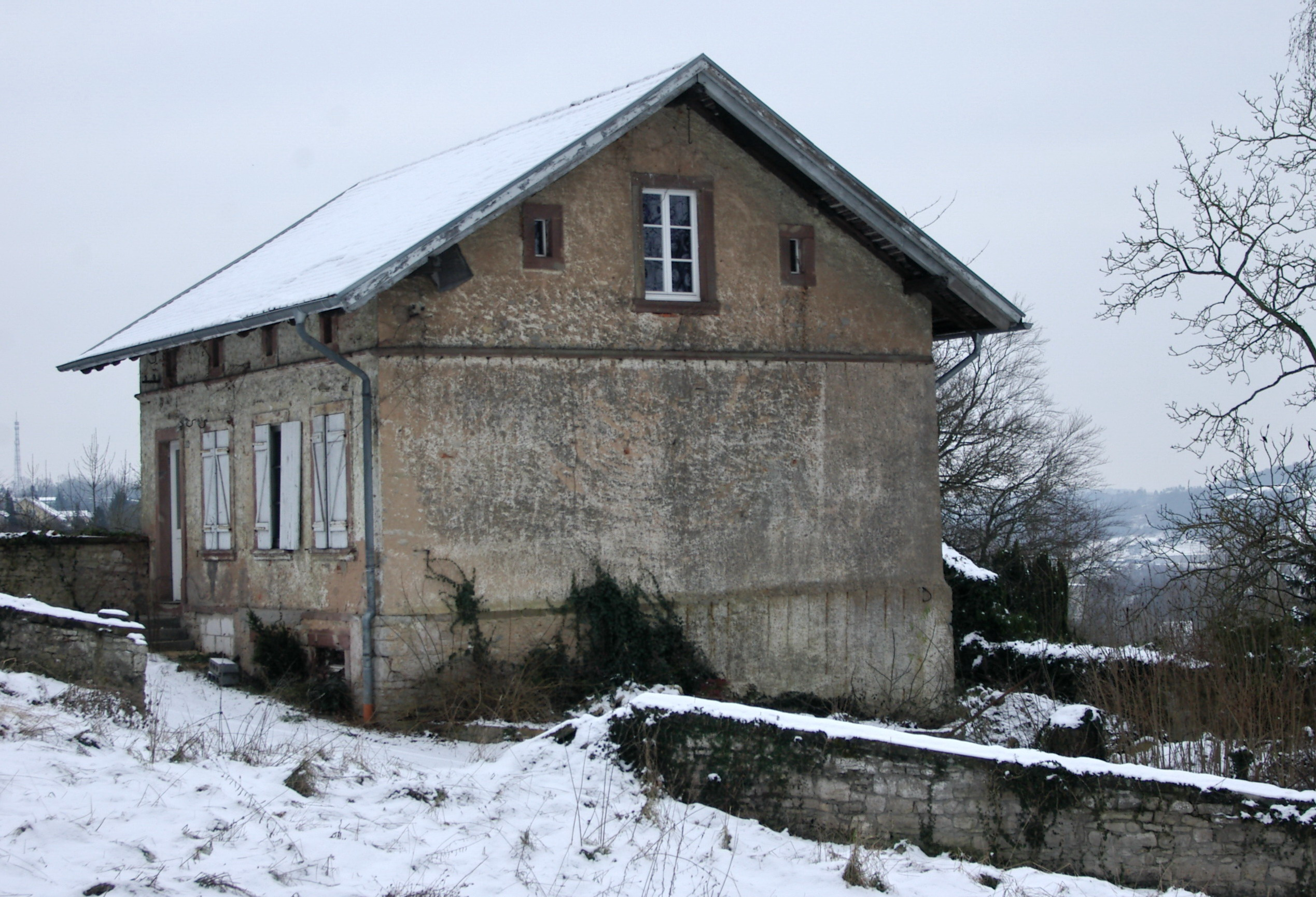
Weinberghaus in Kleinblittersdorf, Weinbaugebiet Mosel
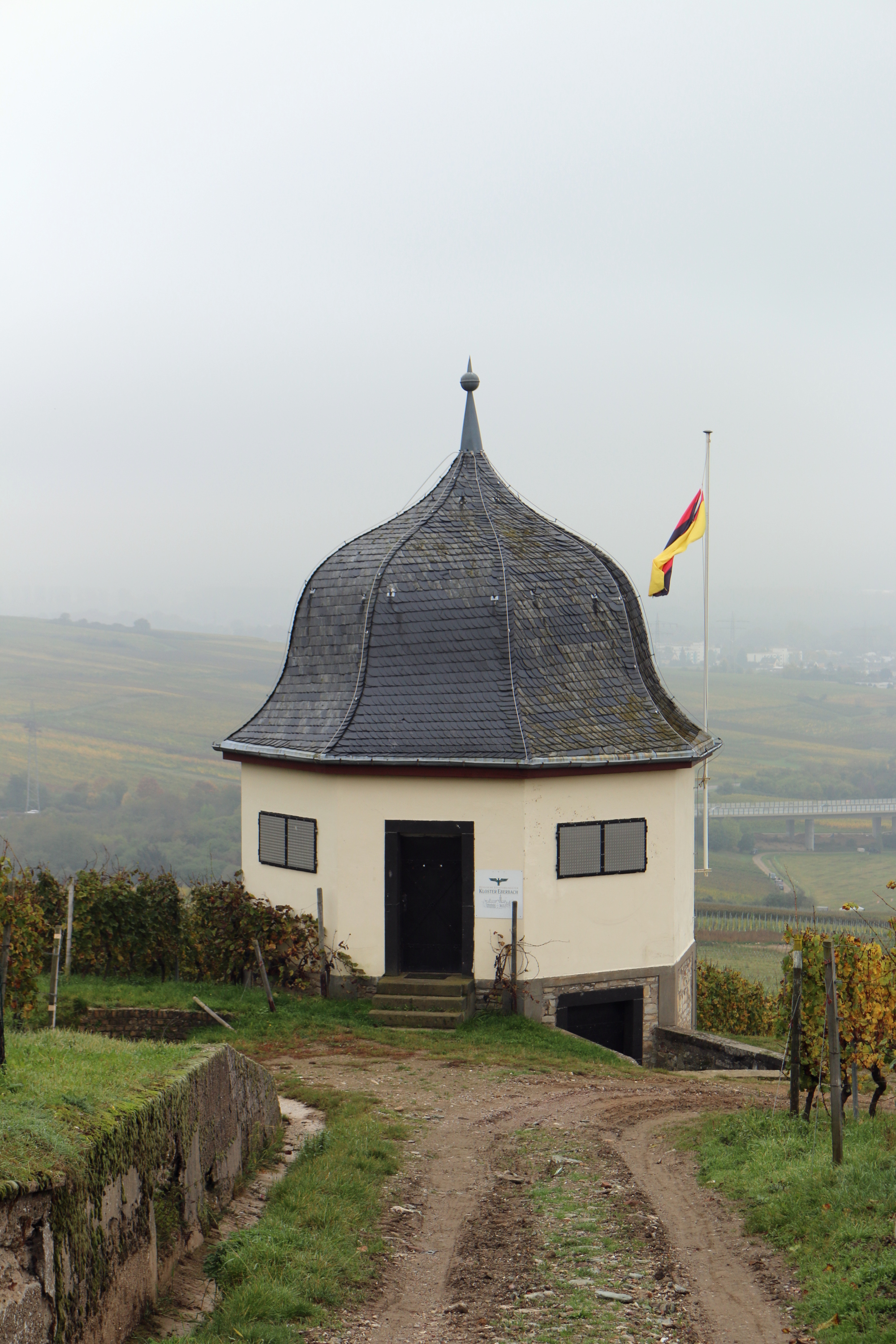
Weinberghäuschen Bubenhäuser Höhe in Rauenthal, Weinbaugebiet Rheingau
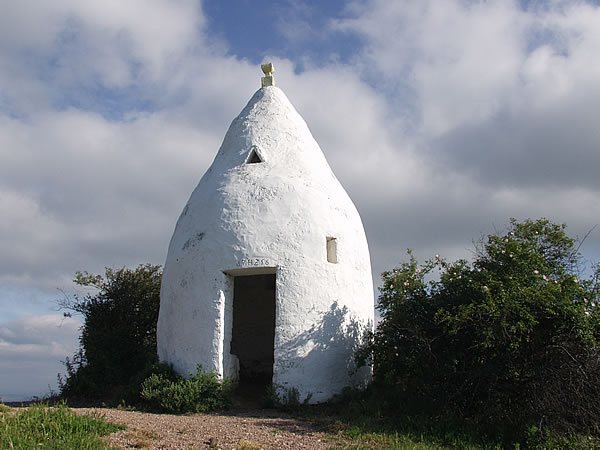
Trullo in Flonheim aus Flonheimer Sandstein, Weinbaugebiet Rheinhessen
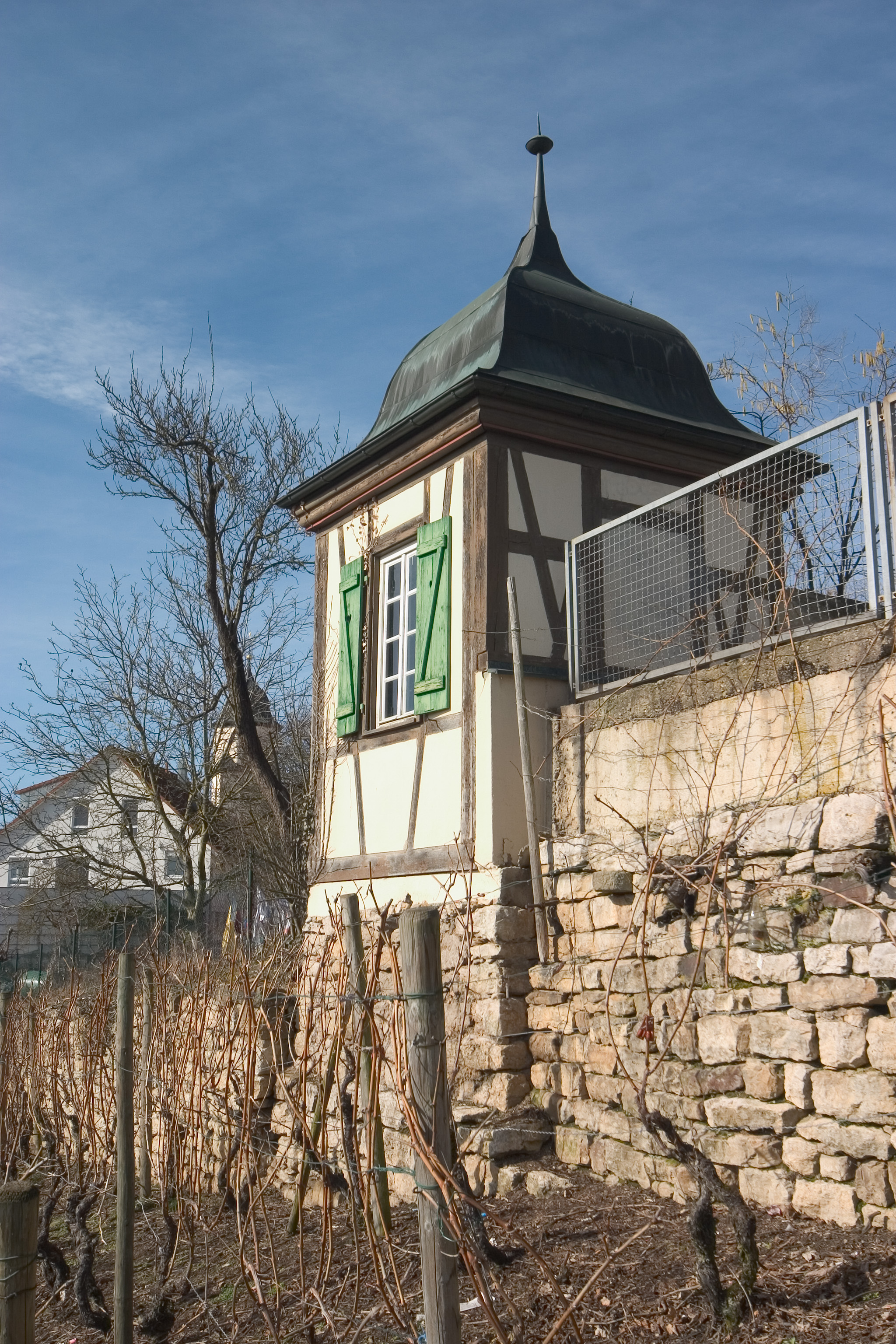
Weinberghaus Kleiningersheim, Weinbaugebiet Württemberg
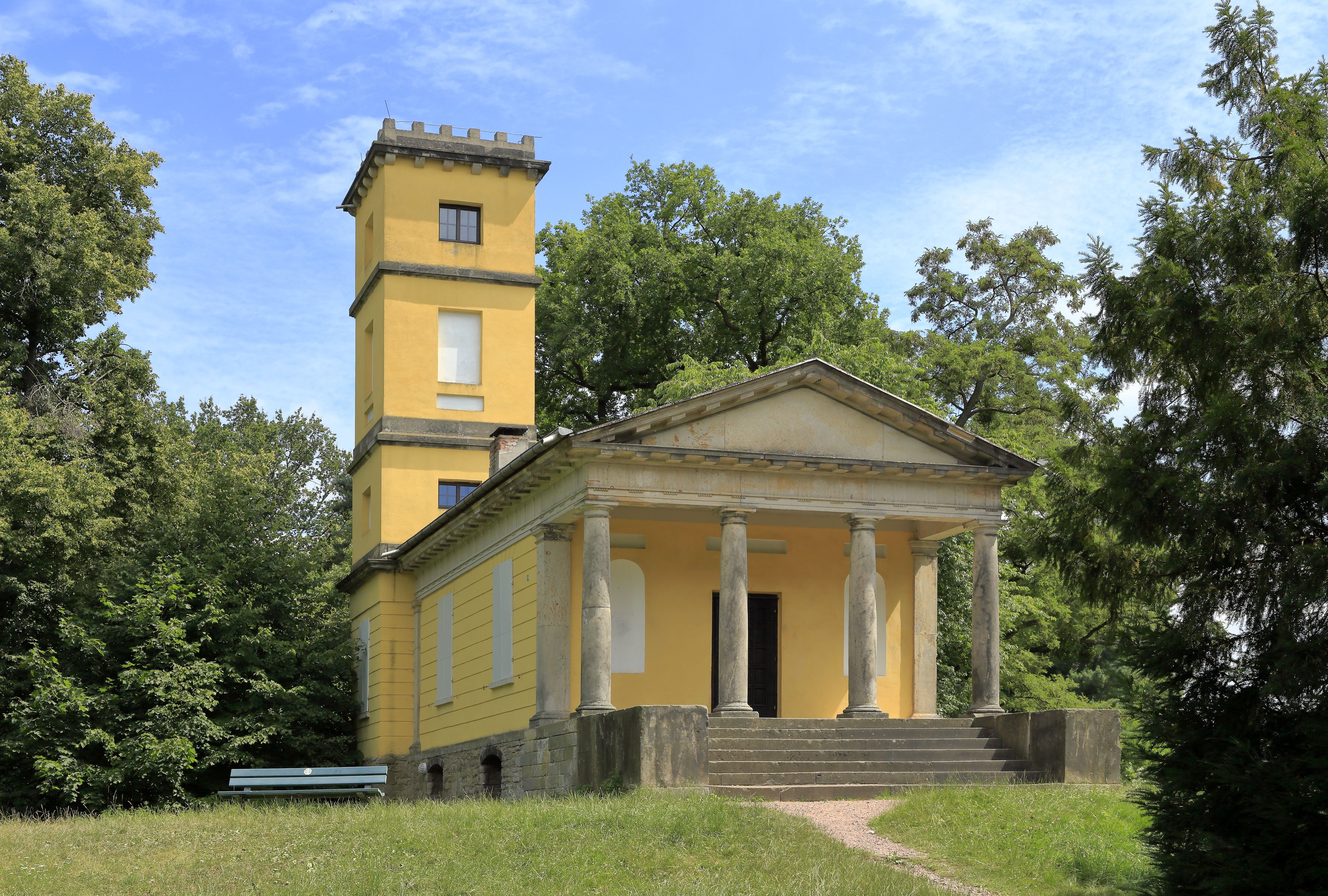
Weinberghaus (Großkühnau)